# Mirror to the Sky
 (avril 2024).
La mise en forme du texte ne suit pas les recommandations de Wikipédia : il faut le « wikifier ».
Les points d'amélioration suivants sont les cas les plus fréquents :
- Les titres sont pré-formatés par le logiciel. Ils ne sont ni en capitales, ni en gras.
- Le texte ne doit pas être écrit en capitales (les noms de famille non plus), ni en gras, ni en italique, ni en « petit »…
- Le gras n'est utilisé que pour surligner le titre de l'article dans l'introduction, une seule fois.
- L'italique est rarement utilisé : mots en langue étrangère, titres d'œuvres, noms de bateaux, etc.
- Les citations ne sont pas en italique mais en corps de texte normal. Elles sont entourées par des guillemets français : « et ».
- Les listes à puces sont à éviter, des paragraphes rédigés étant largement préférés. Les tableaux sont à réserver à la présentation de données structurées (résultats, etc.).
- Les appels de note de bas de page (petits chiffres en exposant, introduits par l'outil «  Source ») sont à placer entre la fin de phrase et le point final[comme ça].
- Les liens internes (vers d'autres articles de Wikipédia) sont à choisir avec parcimonie. Créez des liens vers des articles approfondissant le sujet. Les termes génériques sans rapport avec le sujet sont à éviter, ainsi que les répétitions de liens vers un même terme.
- Les liens externes sont à placer uniquement dans une section « Liens externes », à la fin de l'article. Ces liens sont à choisir avec parcimonie suivant les règles définies. Si un lien sert de source à l'article, son insertion dans le texte est à faire par les notes de bas de page.
- La présentation des références doit suivre les conventions bibliographiques. Il est recommandé d'utiliser les modèles {{Ouvrage}}, {{Chapitre}}, {{Article}}, {{Lien web}} et/ou {{Bibliographie}}. Le mode d'édition visuel peut mettre en forme automatiquement les références.
- Insérer une infobox (cadre d'informations à droite) n'est pas obligatoire pour parachever la mise en page.

Pour une aide détaillée, merci de consulter Aide:Wikification.
Si vous pensez que ces points ont été résolus, vous pouvez retirer ce bandeau et améliorer la mise en forme d'un autre article.
 (avril 2024).
Le contenu est difficilement compréhensible vu les erreurs de traduction, qui sont peut-être dues à l'utilisation d'un logiciel de traduction automatique.
Albums de Yes
The Quest
(2021) Yessingles
(2023)
Mirror to the Sky est le vingt-troisième album studio du groupe de rock progressif anglais Yes, sorti le 19 mai 2023 par InsideOut Music et Sony Music.
Il s'agit de leur premier album studio avec le batteur américain Jay Schellen comme membre à temps plein après le décès du batteur de longue date de Yes Alan White, en 2022, à qui l'album est dédié ; Schellen avait fréquemment remplacé White en tant que batteur depuis 2016 et avait joué des percussions en tant qu'invité sur l'album précédent du groupe, The Quest de 2021. Il s'agissait du premier album sans White depuis Close to the Edge de 1972.
Yes a commencé à travailler sur l'album peu de temps avant la sortie de The Quest en octobre 2021. Comme pour son prédécesseur, le guitariste Steve Howe a repris son rôle de producteur et le FAMES Orchestra de Macédoine du Nord a assuré les arrangements orchestraux de Paul K. Joyce sur certaines chansons. L'album a reçu des critiques positives sur CD, LP, Blu-ray et plateformes numériques, certaines éditions contenant des illustrations supplémentaires de l'artiste de longue date de la couverture de Yes Roger Dean.

## Contexte
En octobre 2021, le line-up Yes composé du guitariste Steve Howe, du batteur Alan White, du claviériste Geoff Downes, du chanteur principal Jon Davison et du bassiste Billy Sherwood, avec Jay Schellen invité aux percussions, a sorti The Quest. Le même mois, Downes a révélé que le groupe avait déjà discuté d'idées pour un album de suivi, ce à quoi Sherwood a confirmé en mai 2022 que les travaux étaient en cours,. Plus tard en mai 2022, Yes a annoncé que White ne participerait pas à la prochaine tournée mondiale 2022 pour commémorer le cinquantième anniversaire de Close to the Edge (1972), pour cause de maladie. White est décédé trois jours plus tard et Schellen, qui s'occupait de la majeure partie du travail live du groupe depuis 2016, a pris la relève à la batterie. En février 2023, Yes a annoncé que Schellen était devenu membre à temps plein,.
Lorsque le travail sur l'album a commencé, le groupe avait encore beaucoup d'idées musicales potentielles à développer, en partie à cause du temps passé loin de l'enregistrement pendant la pandémie de COVID-19. Howe a déclaré que le groupe était dans une forte « zone créative » à l'époque et qu'il approchait Mirror to the Sky d'une manière similaire à The Quest, mais voulait que le nouvel album ne soit pas une simple répétition du précédent. Ils ont commencé avec deux idées de chansons qu'ils voulaient transformer en morceaux plus longs, qui sont devenus les morceaux Mirror to the Sky (13 minutes) et Luminosity (9 minutes). Yes a enregistré l'album en 2022, avec Sherwood et Schellen enregistrant leurs parties respectives en Californie,,. Comme son prédécesseur, Howe a repris son rôle de producteur et le FAMES Orchestra de Macédoine du Nord propose des arrangements orchestraux de Paul K. Joyce sur certaines chansons. Le groupe a également continué à travailler avec l'ingénieur et mixeur Curtis Schwartz dans son studio d'Ardingly, West Sussex.

## Ouvrages d'art
L'œuvre d'art a été réalisée par Roger Dean, artiste de longue date du groupe. Son design a été inspiré par une histoire que lui avait racontée le concepteur de jeux vidéo Henk Rogers, dans laquelle Rogers pagayait jusqu'au milieu d'un lac la nuit lors d'un voyage de camping. Lorsque les ondulations de l'eau se sont calmées, Dean a déclaré que "le lac est devenu un miroir parfait d'un ciel nocturne très brillant", une expérience qui, selon Rogers, était comme être dans l'espace. L'idée a attiré l'imagination de Dean et il a voulu représenter un tel concept dans l'une de ses créations. Il a ajouté : "J'ai commencé avec un horizon bas avec beaucoup de ciel, mais ensuite j'ai réalisé que non, je montrerais avec l'océan dans la zone principale avec un ciel juste un éclat, assez pour montrer qu'il est en miroir. Ensuite, j'ai décidé pour installer une formation rocheuse – un point d'observation du ciel. Une première conception du logo du groupe pour la couverture présentait une palette de couleurs et une texture basées sur le disque céleste de Nebra, un artefact du début de l'âge du bronze découvert en Allemagne en 1999 et que Howe avait suggéré à Dean. Il n’a pas été utilisé car les couleurs ne complétaient pas le reste du design. Dean a pu rendre visite au groupe à Ardingly à plusieurs reprises car il habite à proximité.

## Chansons

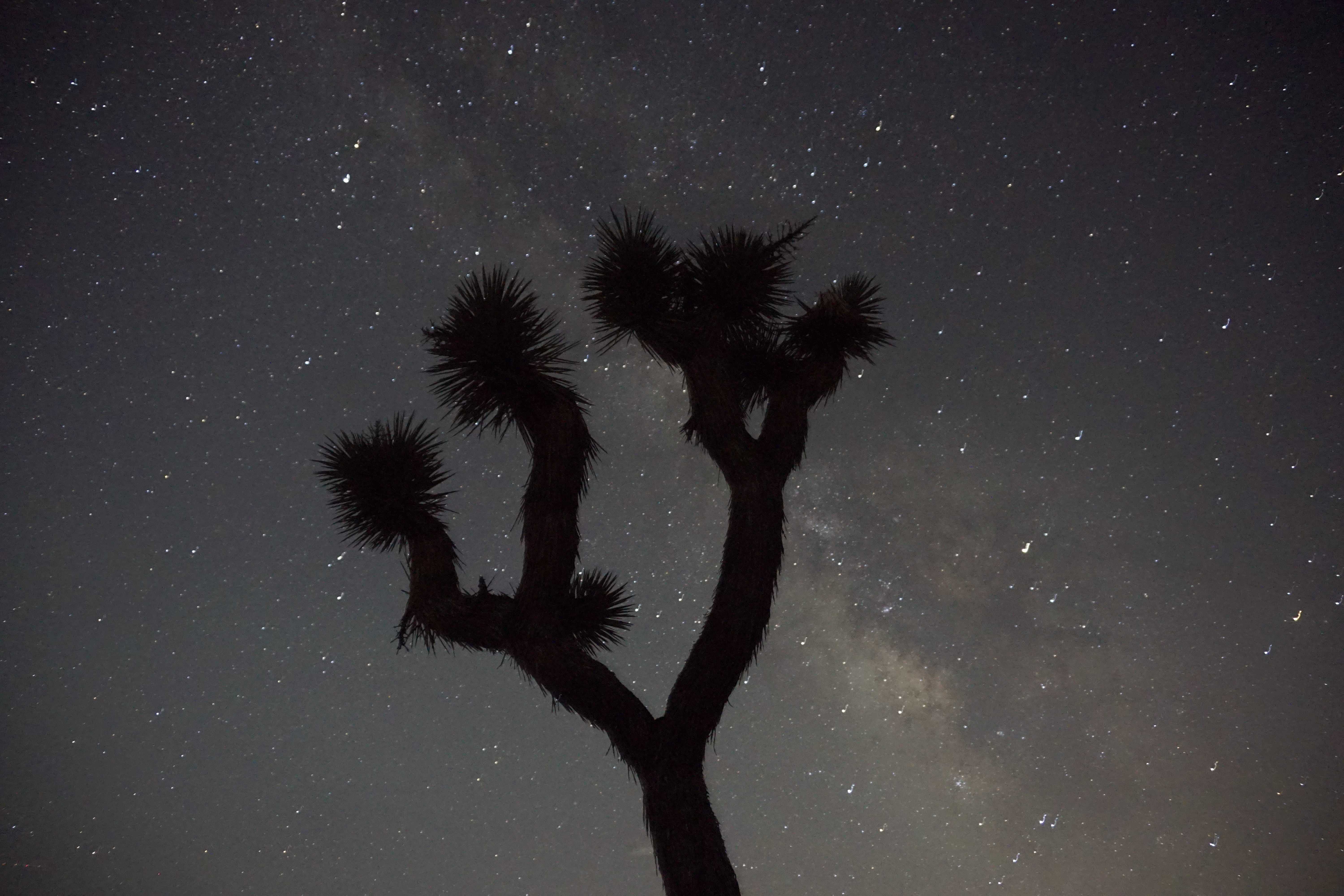
"Cut from the Stars" a été inspiré par la visite nocturne du chanteur Jon Davison au parc national de Joshua Tree avec sa famille.

"Cut from the Stars" a été principalement inspiré par la première visite de Davison dans une réserve de ciel étoilé du parc national de Joshua Tree avec son frère et son père, qui l'ont encouragé à apprécier la nature. Davison a fait l'éloge des idées instrumentales de Sherwood qu'il avait pour la chanson, et le son « scintillant » qu'elle représentait à Davison lui a fait écrire des mots relatifs au ciel. Davison a pris les parties initiales de Sherwood et les a réarrangées à l'aide d'un logiciel d'édition audio pour créer un nouvel arrangement, après quoi le groupe s'est basé sur celui-ci et a reproduit leurs parties respectives. Howe a pris ce qui était le pont de la chanson et en a fait une sortie instrumentale. Howe a déclaré que le morceau était le plus différent de tous les morceaux de l'album en termes de styles de guitare, utilisant un pédalier analogique doté d'un double effet wah-wah automatique.
"All Connected" de 9 minutes a été co-écrit par Davison, Howe et Sherwood. Davison a crédité les idées de Howe qui ont été utilisées pour l'introduction et la fin, ainsi que pour les contributions vocales et lyriques de Sherwood. Le duo a abordé les thèmes lyriques de la chanson de différentes manières ; Davison a déclaré que Sherwood avait adopté un aspect plus « technologique et physique », dans lequel il l'envisageait d'un point de vue métaphysique.
Le groupe a produit deux versions de "Luminosity", ayant estimé qu'un nouvel arrangement était nécessaire après l'enregistrement du premier. Il montre Howe jouant de l' autoharpe. Son titre initial était "Lumineux", mais il a ensuite été modifié après que Howe, Davison et Sherwood ont développé l'arrangement initial qu'ils avaient élaboré et en ont fait ce que Howe a décrit comme "un morceau plus gros".
"Living Out Their Dream" présente une introduction que Howe considérait comme rappelant les Rolling Stones et a déclaré que la chanson avait de paroles ironiques légères. Il a dit que tout ce que décrivent les paroles s'est réellement produit, que ce soit quelque chose qu'il a lu ou qu'il était présent à ce moment-là. Un incident spécifique qui a inspiré ses paroles a été une visite dans un restaurant de steaks et de fruits de mer où avait lieu un mariage.
"Circles of Time" est né d'une idée musicale de Davison que Howe a insisté pour mettre sur l'album. Le groupe a réalisé plusieurs arrangements de la chanson, dont un avec un orgue d'église, mais a décidé de la ramener à sa forme plus minimale.
L'un des premiers titres de "Magic Potion" était "It's a Good Day to Be Had by All", mais Howe l'a changé car il ressemblait trop à "It Will Be a Good Day" de The Ladder (1999).

## Livraison
Une mise à jour sur l'album est intervenue en janvier 2023, lorsque Dean a dévoilé des croquis pour la couverture d'un nouvel album de Yes sur sa page Facebook. Une mise à jour majeure est arrivée dans l'édition de mars 2023 du magazine Prog, qui présentait une interview de Howe qui parlait de l'album,. Le 10 mars, Yes a officiellement annoncé Mirror to the Sky sur les réseaux sociaux et sur son site officiel YesWorld, révélant la pochette, la date de sortie et la liste des morceaux. Ils ont annoncé que l'album serait dédié à White. Le même jour, le morceau d'ouverture, "Cut from the Stars", est sorti en single numérique. Le deuxième morceau, "All Connected", est sorti en single le 26 avril.

## Artistes
Yes
- Jon Davison - chant principal (pistes 1, 3, 5, 6), chant (2, 7), chant en duo (pistes 4, 8 à 9), guitares acoustiques : [Martin MC28 (pistes 5), Taylor 714 (pistes 5, 6)]
- Steve Howe – guitares, guitare banjo, mandoline, autoharpe (piste 3), duo vocal (pistes 4, 8, 9), chant (piste 5, 7 )
- Geoff Downes – orgue (pistes 1–2, 4, 7–8), synthétiseurs (pistes 1, 3–5, 9), piano (pistes 3–5, 8–9), claviers (pistes 2, 7), Minimoog (piste 3), célesta (piste 3)
- Billy Sherwood – guitare basse (1–5, 7–9), chant (pistes 1–3, 5–7)
- Jay Schellen – batterie et percussions (1–5, 7–9)

Musiciens supplémentaires
- FAMES Studio Orchestra (pistes 1 à 3, 5, 6)
- Oleg Kondratenko – chef d'orchestre (pistes 1–3, 5, 6)
- Paul K. Joyce – arrangements orchestraux

Production
- Steve Howe - producteur
- Curtis Schwartz – ingénierie, mixage
- Roger Dean – pochette, logo